# Stilobezzia maculata
Stilobezzia maculata är en tvåvingeart som beskrevs av Lane 1947. Stilobezzia maculata ingår i släktet Stilobezzia och familjen svidknott. Inga underarter finns listade i Catalogue of Life.